# Episodi de L'ispettore Derrick (settima stagione)
La settima stagione della serie televisiva L'ispettore Derrick, composta da 13 episodi, è stata trasmessa in Germania nel 1980 sul canale ZDF.
| nº Prima TV Germania | nº Produzione | nº Stagione x nº Episodio | Titolo originale                      | Titolo italiano                   | Prima TV Germania | Prima TV Italia   | Anno Produzione |
| -------------------- | ------------- | ------------------------- | ------------------------------------- | --------------------------------- | ----------------- | ----------------- | --------------- |
| 66                   | 66            | 07x01                     | Hanna, liebe Hanna                    | Anna, cara Anna                   | 4 gennaio 1980    | 14 novembre 1981  | 1979            |
| 67                   | 67            | 07x02                     | Unstillbarer Hunger                   | Desiderio di tenerezza            | 25 gennaio 1980   | 10 dicembre 1981  | 1979            |
| 68                   | 68            | 07x03                     | Ein Lied aus Theben                   | Un'antica canzone tebana          | 7 marzo 1980      | 8 novembre 1983   | 1979            |
| 69                   | 69            | 07x04                     | Tödliche Sekunde                      | Chi ha ucciso Johann Kahl?        | 28 marzo 1980     | 17 ottobre 1983   | 1979            |
| 70                   | 70            | 07x05                     | Ein tödlicher Preis                   | Il treno da Istanbul              | 2 maggio 1980     | 6 ottobre 1983    | 1979            |
| 71                   | 71            | 07x06                     | Die Entscheidung                      | La decisione                      | 30 maggio 1980    | 30 novembre 1981  | 1980            |
| 72                   | 72            | 07x07                     | Der Tod sucht Abonnenten              | La morte cerca abbonati           | 27 giugno 1980    | 1 dicembre 1981   | 1980            |
| 73                   | 73            | 07x08                     | Auf einem Gutshof                     | In una fattoria                   | 1 agosto 1980     | 13 novembre 1981  | 1980            |
| 74                   | 74            | 07x09                     | Zeuge Yurowski                        | Il testimone Yurowski             | 22 agosto 1980    | 17 settembre 1983 | 1980            |
| 75                   | 75            | 07x10                     | Eine unheimlich starke Persönlichkeit | Una forte inquietante personalità | 19 settembre 1980 | 12 novembre 1981  | 1980            |
| 76                   | 76            | 07x11                     | Pricker                               | Pricker                           | 17 ottobre 1980   | 19 novembre 1981  | 1980            |
| 77                   | 77            | 07x12                     | Dem Mörder eine Kerze                 | Una candela per l'assassino       | 21 novembre 1980  | 16 novembre 1981  | 1980            |
| 78                   | 78            | 07x13                     | Eine Rechnung geht nicht auf          | Il conto non torna                | 12 dicembre 1980  | 29 ottobre 1983   | 1980            |

## Anna, cara Anna
- Titolo originale: Hanna, liebe Hanna
- Diretto da: Theodor Grädler
- Scritto da: Herbert Reinecker
- Interpreti:[1] Horst Tappert - Stephan Derrick, Fritz Wepper - Harry Klein, Willy Schäfer - Willy Berger, Ute Christensen - Magda Klein, Herbert Fleischmann - Ernst Windorf, Christine Wodetzky - Hanna Windorf, Jürgen Goslar - Ewald Balke, Volker Eckstein - Hugo Gresko, Rudolf Wessely - Bächler, Gaby Herbst - Elisa, Gustl Datz - Guztav Stranz, Karin Frey - signora Wimmer, Peter Gebhart - signor Klein, Bernhard Helfrich - poliziotto, Rolf Castell

### Trama
Magda Klein, una bellissima ragazza di circa venti anni, è appena giunta in treno a Monaco da Kassel e attende invano l'arrivo del padre alla stazione. Si reca nella modesta pensione dove alloggiava, ma il portinaio dice che da un giorno non si ha più notizie. Magda incontra Derrick in un commissariato di zona e gli esprime le sue angosce per la misteriosa sparizione del padre. Nel frattempo, alla pensione arriva un ospite misterioso di nome Hugo Gresko. Il giorno dopo Harry si reca alla pensione, dicendo a Magda di chiamarsi come lei, e si offre di accompagnare la giovane dalla madre Hannah Windorf. In auto Magda racconta la vicenda, i genitori avevano divorziato da molti anni perché la madre aveva trovato un altro uomo, di agiate condizioni economiche. Il padre era venuto a Monaco per trovare finanziamenti, perché la sua azienda era sull'orlo del fallimento. Magda viene alloggiata a casa Windorf, ma viene trattata con una certa freddezza dalla madre. Un paio di giorni dopo l'arrivo di Magda a Monaco, la polizia ritrova in un bosco il cadavere del padre avvelenato da una potente dose di fitofarmaci.

## Desiderio di tenerezza
- Titolo originale: Unstillbarer Hunger
- Diretto da: Helmuth Ashley
- Scritto da: Herbert Reinecker -
- Interpreti:[2] Horst Tappert - Stephan Derrick, Fritz Wepper - Harry Klein, Willy Schäfer - Willy Berger, Maria Winner - Elisabeth Wichmann, Peter Fricke - Eberhard Wichmann, Diana Körner - Helga wichmann, Pierre Franckh - Ralf Gebhardt, Wolfgang Wahl - Werner Hess, Sascha Hehn - Robert Berger, Klaus Wildbolz - Kurt Weller, Veit Relin - Harald Lüssmann, Helma Seitz - signora Keeler, Robert Naegele - signor Ecker

### Trama
Helga Wichmann, una giovane e affascinante donna, appena uscita da un locale viene spinta sotto un'auto da uno sconosciuto. Derrick ha lo sgradevole compito di annunciare ai parenti la morte della donna. Il marito Eberhard resta indifferente alla notizia. Il rapporto tra i due era molto freddo, tanto che non si consideravano coniugi. Helga, descritta dalla suocera Elisabeth come una donna piena di vita e bisognosa di tenerezza, aveva diversi amanti. Derrick e Klein iniziano ad indagare su tre di questi, Robert Breger, Werner Hess e Harald Lüssmann, ma tutti tre hanno un alibi.

## Un'antica canzone tebana
- Titolo originale: Ein Lied aus Theben
- Diretto da: Alfred Weidenmann
- Scritto da: Herbert Reinecker
- Interpreti:[3] Horst Tappert - Stephan Derrick, Fritz Wepper - Harry Klein, Mijou Kovacs - Inge Bruckmann, Werner Schulenberg - Ulrich Hemp, Inge Birkmann - Irma Munch, Siegfried Wischnewski - dottor Arno Munch, Michael Boettge - Robert Munch, Maria Sebaldt - signora Döbel, Eckhard Heise - Hans Machnow, Edith Schneider - signora Machnow, Käte Jaenicke signora Schulz, Holger Petzold - dottor Büttner, Bruno Walter Pantel - portiere del Concordia, Elmar Wepper - uomo a teatro

### Trama
Il giovane Hans Machnow, un ballerino del teatro Concordia, viene trovato ucciso poco dopo aver accompagnato a casa la fidanzata Inge Bruckmann, anche lei ballerina del teatro Concordia. Quella sera Hans aveva picchiato un altro ballerino, Ulrich Hemp, che da un po' di tempo infastidiva Inge. La ragazza, che da un paio di anni è domiciliata dal professor Arno Munch, un egittologo, perché il padre e la madre si sono trasferiti in Libia per motivi di lavoro dice subito a Derrick e Klein di sapere chi è il colpevole. Derrick e Klein arrestano Hemp, che è alloggiato dalla Schulz. Dopo aver perquisito l'appartamento, sono costretti a rilasciarlo per mancanza di prove. Sollevato per aver dimostrato la propria innocenza, Ulrich torna a corteggiare Inge, la quale si rifiuta di vederlo. La famiglia di Munch ha un atteggiamento protettivo verso la giovane. Derrick sospetta che Ulrich non abbia detto tutto ciò che sapeva.

### Colonna sonora
- Walter Murphy, A Fifth of Beethoven

## Chi ha ucciso Johann Kahl?
- Titolo originale: Tödliche Sekunde
- Diretto da: Zbyněk Brynych
- Scritto da: Herbert Reinecker
- Interpreti:[4] Horst Tappert - Stephan Derrick, Fritz Wepper - Harry Klein, Willy Schäfer - Willy Berger, Uwe Ochsenknecht - Achim Rudolf, Werner Kreindl - Albert Rudolf, Irina Wanka - Marianne Schieder, Kunibert Gensichen - Joahnn Kahl, Lisa Kreuzer - Ina Dommberg, Werner Asam - Gerhard Dommberg, Dan van Husen - Walter Lohmann, Klaus Münster - Franz Lohmann, Karl Renar - Willi Tembroke, Ida Krottendorf - signora Rudolf, Eva Brumby - signora Kahl, Jan Groth - Hasso

### Trama
Dopo aver giocato una partita di pallacanestro e aver salutato la fidanzata Marianne Schieder, Achim Rudolf sta tornando a casa in moto. All'improvviso sente il grido di aiuto di un'anziana donna disperata. Il marito, Johann Kahl, proprietario di una ricevitoria, è stato appena ucciso. Prima di prestare soccorso, Achim riconosce la macchina del padre Albert parcheggiata poco lontano dalla ricevitoria. I rapporti tra padre e figlio non sono buoni. Quando Derrick e Klein iniziano le indagini, nota che Achim Rudolf si presenta spesso dai Kahl per collaborare e intuiscono che abbia un interesse. Il padre di Achim ha precedenti penali, così Derrick e Klein lo interrogano, tuttavia ha un alibi, quella sera si trovava in una birreria con gli amici.

## Il treno da Istanbul
- Titolo originale: Ein tödlicher Preis
- Diretto da: Helmuth Ashley
- Scritto da: Herbert Reinecker
- Interpreti:[5] Horst Tappert - Stephan derrick, Fritz Wepper - Harry Klein, Willy Scchäfer - Willy Berger, Ekkehard Belle - Harald Dornwall, Monika Baumgartner - Lisbeth Dornwall, Kurt Weinzierl - Hugo Dornwall, Christiane Hammacher - Agnes Dornwall, Friedrich Georg Beckhaus - Jakob Wilhelmi, Peter Eschberg - Josla

### Trama
Il taxi numero 3741 non risponde alle chiamate del centralino. Poco dopo Hugo Dornwall, il tassista, viene trovato ucciso nella sua auto. Tutto sembrerebbe indicare che il delitto sia stato commesso per rapina. Derrick scopre che Dornwall aveva trafugato il pericoloso contenuto di una misteriosa valigia posta nel portabagagli del taxi da una mano sconosciuta.

## La decisione
- Titolo originale: Die Entscheidung
- Diretto da: Theodor Grädler
- Scritto da: Herbert Reinecker
- Interpreti:[6] Horst Tappert - Stephan Derrick, Fritz Wepper - Harry Klein, Willy Schäffer - Willy Berger, Hannes Messmer - Ulrich Hauff, Brigitte Horney - Ina Hauff, Gisela Uhlen - Henriette Hauff, Christiane Krüger - Margot Hauff, Karl Heinz Vosgerau - Alf Hauff, Sky Dumont - Peter Hauff, Manfred Seipold - Blaufuss

### Trama
Alf Hauff, figlio di un importante uomo d'affari, viaggia nel treno notturno da Vienna a Monaco in uno scompartimento scambiato all'ultimo momento con uno sconosciuto, un fabbricante di vernici di Oldenburg. Al suo arrivo in albergo, Alf apprende da Derrick e Klein che lo sconosciuto è stato assassinato alla fine del viaggio, tra Rosenheim e Monaco. Hauff spiega a Derrick e Klein che si è recato a Monaco per ragioni familiari, poiché il padre, morto da alcuni mesi, ha lasciato un cospicuo patrimonio. Quindi Derrick intuisce immediatamente che la vittima designata era Hauff ed inizia ad indagare tra i familiari di Hauff, tutti in lotta per la ricca eredità.

## La morte cerca abbonati
- Titolo originale: Der Tod sucht Abonnenten
- Diretto da: Zbyněk Brynych
- Scritto da: Herbert Reinecker
- Interpreti:[7] Horst Tappert - Stephan Derrick, Fritz Wepper - Harry Klein, Willy Schäfer - Willy Berger, Verena Peter - Marga Mende, Manfred Zapatka - Rudolf Schenke, Dirk Dautzenberg - Heinz Engels, Frank Muth - Berthold Engels, Kate Jaenicke - signora Wohmann, Jacques Breuer - Kurt Weber, Ute Willing - Roswitha Wohmann, Dinah Helal - Lieselotte Schenke, Herbert Tiede - signor Scholz, Babett Arens - signorina Shuchardt, Werner Zeuzzel - Wirt

### Trama
Di ritorno da una giornata di lavoro, Derrick assiste ad un tentativo di sequestro di persona. Due uomini stanno cercando di rapire una ragazza di nome Lieselotte Schenke detta "Ilo". L'ispettore sventa l'azione dei due malviventi e scopre che la giovane è una tossicodipendente. Mentre Derrick chiede l'intervento di un medico, la ragazza fugge e viene ritrovata morta poco dopo nella toilette di un locale malfamato. Originaria di Colonia e orfana di entrambi i genitori, Ilo era a Monaco da un anno per frequentare una scuola di arte grafica ed era domiciliata dallo zio Heinz. Da qualche tempo Ilo viveva in un piccolo appartamento insieme a Marge Mende, compagna di classe a sua volta tossicomane. Rudolf Schenke, il fratello della vittima, arriva in treno a Monaco e aiuta Derrick a risolvere il caso.

### Colonna sonora
- Frank Duval, Stone Flowers

## In una fattoria
- Titolo originale: Auf einem Gutshof
- Diretto da: Theodor Grädler
- Scritto da: Herbert Reinecker
- Interpreti:[8] Horst Tappert - Stephan Derrick, Fritz Wepper - Harry Klein, Willy Schäfer - Willy Berger, Helga Anders - Waltraud Heimann, Ellen Schwiers -Marlene Heimann Schulte, Horst Buchholz - Richard Schulte, Peter Dirschauer - Gerhard Wesenbrink, Rolf Becker - Eberhard Heimann, Karin Baal - Ina Schulte, Willy Schultes - Wirt

### Trama
Marlene Schulte, proprietaria con il fratello Eberhard e la sorella Waltraud di una tenuta fuori Monaco, afferma che Richard, suo marito da meno di sei mesi, abbia tentato di ucciderla. Richard nega ma tutti gli indizi sembrano essere contro di lui, poiché prima di sposarsi ha dovuto scontare un periodo di reclusione per tentato omicidio. D'altra parte Stephan Derrick osserva come i fratelli di Marlene mostrino astio nei confronti del cognato e sembrino volerlo cacciare ad ogni costo.

### Colonna sonora
- Jean Kluger, Aie a Mwana

## Il testimone Yurowski
- Titolo originale: Zeuge Yurowski
- Diretto da: Alfred Vohrer
- Scritto da: Herbert Reinecker
- Interpreti:[9] Horst Tappert - Stephan Derrick, Fritz Wepper - Harry Klein, Willy Schäfer - Willy Berger, Bernhard Wicki - Karl Yurowski, Hannelore Schroth - Helene Yurowski, Johanna Elbauer - Karin Yurowski, Bruno Dietrich - Erich Yurowski, Christiane Krüger - Irmgard Becker, Christian Quadflieg - Answald Rothe, Sepp Wäsche - signor Baumbauer, Alf Marholm, Manfred Seipold - Albert Schuler

### Trama
Karl Yurowski, tornato nottetempo nel suo ufficio per prendere del lavoro da sbrigare a casa, si ritrova coinvolto in una rapina nel corso della quale viene ucciso Baumbauer, il guardiano notturno. Tra gli assassini riconosce Irmgard Becker, la sua segretaria personale. Yurowski viene avvertito dalla Becker di non parlarne alla polizia, altrimenti sarà ucciso. Quindi davanti a Derrick e Klein Yurowski afferma di non aver visto nulla.

## Una forte inquietante personalità
- Titolo originale: Eine unheimlich starke Persönlichkeit
- Diretto da: Erik Ode
- Scritto da: Herbert Reinecker
- Interpreti:[10] Horst Tappert - Stephan Derrick, Fritz Wepper - Harry Klein, Willy Schäfer - Willy Berger, Anaid Iplicjian - Alberta Renz, Siegfried Wischnewski - Robert Renz, Nikolaus Büchel - Erich Renz, Rose Renée Roth - Louise, Franziska Bronnen - Ursula Momm, Herbert Fleischmann - Mahler

### Trama
Robert Renz, un industriale di cinquantuno anni, viene ucciso mentre esce dalla casa di Ursula, la sua giovane amante. La moglie era al corrente della relazione. Infatti il morto, uomo dalla forte personalità, non aveva mai nascosto alla moglie il tradimento. Durante l'inchiesta, Derrick conosce anche Erich, il figlio della vittima, che confessa il delitto. L'ispettore, tuttavia, non crede alla versione dei fatti narrata dal giovane.

### Colonna sonora
- AC/DC, Highway to Hell

## Pricker
- Titolo originale: Pricker
- Diretto da: Alfred Vohrer
- Scritto da: Herbert Reinecker
- Interpreti:[11] Horst Tappert - Stephan Derrick, Fritz Wepper - Harry Klein, Willy Schäfer - Willy Berger, Dirk Galuba - Hamann, Ruth Drexel - Franziska Sailer, Werner Schnitzer - Robert Pricker, Klaus Schwarzkopf - Alfred Picker, Maria Singer - signora Zander, Ute Willing - Hanni Sailer, Sepp Wäsche, Hans-Rudolf Stein, Willi Röbke, Anton Rattinger, Michael Mainen, Gaby Herbst

### Trama
Il detenuto Alfred Pricker riesce a fuggire dal cellulare della polizia mentre viene trasportato a Monaco per essere processato, approfittando di un'azione portata a segno da alcuni criminali che volevano invece liberare Hammann, un altro detenuto. Braccato sia dalla polizia, sia dai complici di Hammann, Pricker si rifugia in una casa di campagna dove trova Franziska e Hanni Sailer, madre e figlia, disposte ad aiutarlo. Derrick indaga per scoprire chi abbia organizzato il tentativo di evasione di Hammann e scopre, che la banda di criminali vuole eliminare Pricker, considerato un pericoloso testimone.

## Una candela per l'assassino
- Titolo originale: Dem Mörder eine Kerze
- Diretto da: Dietrich Haugk
- Scritto da: Herbert Reinecker
- Interpreti:[12] Horst Tappert - Stephan Derrick, Fritz Wepper - Harry Klein, Horst Frank - Padre Scholz, Sascha Hehn - Horst Gronau, Kate Jaenicke - signora Hessler, Eva-Ingeborg Scholz - signora Hess, Rolf Castell - signor Essling, Sven-Eric Bechtolf - Albert Hess, Katja Bienert - Vera Essling

### Trama
All'una di notte, un uomo misterioso bussa al portone della parrocchia di Sant'Anna, il quale chiede al parroco Scholz di potersi confessare poiché ha commesso un omicidio. La mattina seguente, Stephan Derrick e Harry Klein vengono chiamati in uno studio fotografico dove il titolare è stato ucciso. Tuttavia prima di morire il fotografo ha scritto su un pezzo di carta la parola "Scuola". Per i due poliziotti si tratta di un indizio importante per trovare l'assassino.

### Colonna sonora
- Frank Duval, Angel of Mine

## Il conto non torna
- Titolo originale: Eine Rechnung geht nicht auf
- Interpreti:[13] Horst Tappert - Stephan Derrick, Fritz Wepper - Harry Klein, Willy Schäfer - Willy Berger, Arthur Brauss - Recke, Liza Kreuzer - Helene Moldau, Jutta Kammann - Gudrun Hofstetter, Thomas Piper - Josef Schenk, Alice Treff - signora Riebeck, Thomas Schücke - Wieber, Holger Petzold - Hans Hofstetter, Wolfgang Müller - Achim Moldau, Michael Boettge - Mauser
- Scritto da: Herbert Reinecker

### Trama
Tornando a casa da una festa, Hans e Gudrun Hosstetter hanno un incidente. La polizia stradale appura che Greta è morta sul colpo, mentre Hans, pur essendo riuscito a liberarsi dai rottami, è morto perché investito da un'auto. Le indagini di Derrick sembrano a un punto morto, fino a quando scopre che un uomo mostra interesse alla sorte dei tre figli, di cui si prende ora cura un'anziana zia.